# Вторая Турышевка
Вторая Турышевка — река в России, протекает в Республике Коми по территории Печерского района.

## География
Сливаясь с Первой Турышевкой даёт начало реке Турышевка. Вливается в неё в 34 км по правому берегу. Длина реки составляет 17 км.
Через реку проходит автодорога Ижма—Ираёль, построен автомобильный мост.

## Этимология гидронима
В основе гидронима лежит апеллятив турыш — местное название кладовой при охотничьей избушке, обычно на столбе или на стойках.

## Данные водного реестра
По данным государственного водного реестра России относится к Двинско-Печорскому бассейновому округу, водохозяйственный участок реки — Печора от водомерного поста у посёлка Шердино до впадения реки Уса, речной подбассейн реки — бассейны притоков Печоры до впадения Усы. Речной бассейн реки — Печора.
Код объекта в государственном водном реестре — 03050100212103000063757.